# Gerardo Miranda Concepción
Gerardo Miranda Concepción (Nouakchott, 16 november 1956), voetbalnaam Gerardo, is een voormalig  profvoetballer. Hij werd geboren in Mauritanië, maar speelde later in het Spaans nationaal elftal. Gerardo speelde als verdediger bij UD Las Palmas en FC Barcelona.

## Clubvoetbal
Gerardo begon zijn loopbaan als profvoetballer in 1976 bij UD Las Palmas. Met deze club werd de verdediger in 1978 verliezend finalist in de Copa del Rey. In 1981 werd hij gecontracteerd door FC Barcelona. Gerardo speelde 279 wedstrijden voor Barça en hij gold lange tijd als een vaste waarde op de positie van rechtsback. Gerardo won bij de Catalaanse club in 1985 de Spaanse landstitel, in 1983 de Copa del Rey, in 1983 en 1986 de Copa de la Liga, in 1983 de Supercopa de España en de Europa Cup II in 1982. In 1985 was Gerardo bovendien basisspeler in de verloren Europa Cup I-finale tegen Steaua Boekarest. In 1988 keerde Gerardo terug bij UD Las Palmas, waar hij in 1990 zijn loopbaan als profvoetballer afsloot.

## Nationaal elftal
Gerardo speelde negen interlands voor het Spaans nationaal elftal. Hij debuteerde op 20 juni 1981 tegen Portugal. De verdediger speelde op 25 september 1985 tegen IJsland zijn laatste interland.